# I've Got Love on My Mind
I've Got Love on My Mind è un singolo della cantante statunitense Natalie Cole, pubblicato nel 1977 ed estratto dall'album Unpredictable.
Il brano è stato scritto e prodotto da Chuck Jackson e Marvin Yancy.

## Tracce
- 7"

1. I've Got Love on My Mind
2. Unpredictable You